# Черауловская волость
Черауловская волость — территориальная волость в Бирском уезде Уфимской губернии. Волостной центр — село Чераул. Ныне — территория Янаульского и Калтасинского районов Республики Башкортостан Российской Федерации.

## География
В пределах волости протекают речки Шлан-Елга, Ваня, Киебак, Урза, Каймаша, Атлегач, Буста, Арьян, Сусада, Маюк. Местность в общем ровная.

## Состав
По данным на 1913 год входили 16 населённых пунктов:
- Александровский (Кошкинский) = Александровка (Калтасинский район)? поч., при кл. Кошкинке, на прос. дор.
- Вечтомов поч., при реч. Шлан-Елга, х.-з. маг.
- Зайцева (Зайцево) поч. при кл. Азбий, на прос. дор., 2 бак. лав., х.-з. маг.
- Игров (ныне Игровка)
- Каймаша
- Красный Холм (Красно-Кутск)
- Кырпы
- Мало-Туганеева (Мало-Туганаева)
- Никольский (ныне Никольск) поч.при кл. Валягушке, на прос. дор.
- Новотроицкий (ныне Новотроицк)
- Орловский (ныне Орловка)
- Петровское
- Сусада-Ебалак (Сусады-Ябалакова, Сусадыбаш)
- Татаркина (деревня) (ныне Татаркино)
- Чераул — волостной центр
- Ямбаева (Мендыш)

## Население
По данным на 1913 год  жителей обоего пола 9892 души.

## Инфраструктура
Население занимается преимущественно земледелием.